# Лачиново (Кемеровская область)
Лачиново — упразднённая в 1985 году деревня в Крапивинском районе Кемеровской области России.

## География
Лачиново  было расположено в юго-западной части Крапивинского района на реке Томь, в месте впадения в неё реки Черновая.

## История
Точный год основания селения неизвестен.
Согласно «Списку населенных мест Томской губернии по сведениям 1859 года» значится как «Лачинова (Щелкина) деревня заводская при реке Томи и реке Лочиновой, в 170 верстах от окружного города, число дворов 24. число жителей мужского пола 60, а женского пола — 63»
Согласно «Списков населенных мест Томской губернии за 1893 год» числится в Мунгатской волости как «Лачинова деревня, по левому берегу реки Лачиновки. Число дворов: крестьянских — 35, не крестьянских — 4, число жителей мужского пола — 92, женского пола — 98. Числится на одном плане с деревней Тарадановой (и деревнями Ключевая, Чумашкина, Салтымаково, арсеново и Поперечная)»
Всего земель по общему плану владеемой селениями — 29111 десятин и 1629 сажен.
Всего в указанных селениях жителей 2183 человека.
В «Справочной книге по Томской Епархии за 1914 год» есть сведения о том, что деревня Логинова (так в тесте) относится к Аило-Атынаковскому приходу церкви во имя Святого Прокопия Блаженного (Устюжского Чудотворца)
Согласно «Списку населенных мест Томской губернии за 1923 год» деревня Лачиново Лачиновского сельского общества относилось к Баяновской волости Щегловского уезда. Число дворов — 93, число жителей — 507. В состав сельского общества также входили поселки: Красное Озеро — 22 двора, 96 жителей; курбатово — 12 дворов, 54 жителя и Саратово — 8 дворов, 41 житель.
Согласно «Списку населенных мест Сибирского края за 1929 год по округам северо-восточной Сибири», т. 2. Кузнецкий округ, в Крапивинском районе есть деревня Лачиново на реке Томь, число хозяйств по переписи 1926 года — 135, число жителей: мужчин — 299, женщин — 312, всего — 611, численно преобладающая национальность указана русские. В деревне сельский совет, школа 1  ступени.
Согласно справочнику «Административно-территориальное деление Кузбасса 1920—2000 гг.» (И. Ю. Усков): «… Решением ОИК № 161 от 15 апреля 1985 г. исключены из учетных данных н.п.: Красное Озеро, Лачиново Салтымаковского с/с.»